# ミドルベリー (バーモント州)
ミドルベリー（英: Middlebury）は、アメリカ合衆国バーモント州の町。アディソン郡の郡庁所在地である。人口は9,152人（2020年）。町内にはミドルベリー大学とヘンリー・シェルドン・バーモント歴史博物館がある。

## 歴史

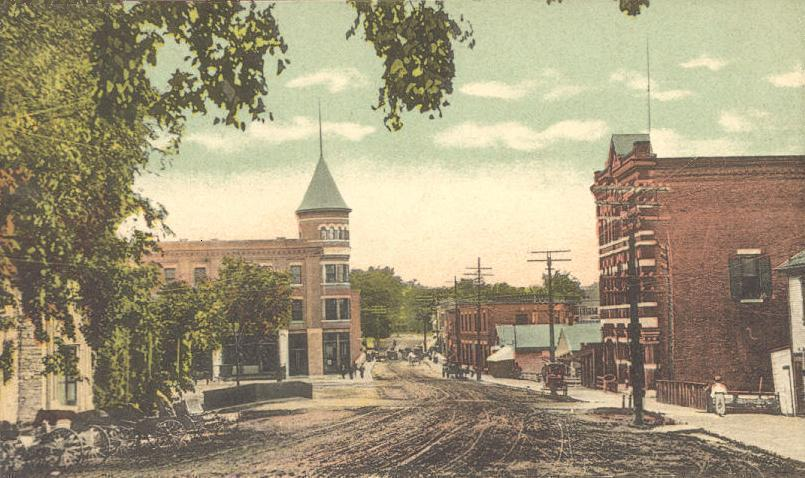
メインストリート、1908年

1761年11月2日、ニューハンプシャー払下げの1つとして、ミドルベリーの町はニューハンプシャー植民地総督ベニング・ウェントワースが認証した。「ミドルベリー」という名前は、ソールズベリーとニューヘイブン各町の間にあることから生まれた。その町はジョン・エバーツを含め63人の開拓者に払下げられた。1763年にフレンチ・インディアン戦争が終わり、1766年に最初の開拓者が入って来た。ジョン・チップマンがその区画である第7区画を切り開いた最初の者だった。アメリカ独立戦争の間の1778年11月6日、カールトンの襲撃により、町の大半が焼け出された。戦争が終結した1783年、開拓者が戻って来て、家を建て、森を開き、農園を設立した。主要作物は穀物と干し草だった。
土地所有者は村の中心が自分の土地で成長するという魅力ある栄誉を競った。測量に関するソールズベリーとの紛争によって、ガマリエル・ペインターの農園をソールズベリーに没収されることとなり、彼とアビシャ・ウォッシュバーンの工場の他、オッター・クリーク滝周辺の工場と共に、農業からミドルベリー・ビレッジに発展させることになった。工業としては綿糸工場、製材所、製粉所、桶工場、製紙工場、毛織物工場、鉄鋳造所、大理石採石場があった。ラトランド・アンド・バーリントン鉄道が1849年9月1日に開通した。1830年頃ミドルベリーはバーモント州で2番目に大きな町になっていた。
アメリカ合衆国でも優秀な教養系カレッジの1つであるミドルベリー大学が1800年に設立された。ニューイングランド小規模カレッジ運動連盟のメンバーになっている。毎年夏にはミドルベリー大学言語学校や、国内の作家会議としては最古の継続する会議であるカレッジのブレッドローフ著作家会議が開催される。
2007年10月22日、列車の脱線事故のためにミドルベリーの中心部から短時間だが住民が退避した。ミドルベリー統合中学校が退避場所となった。
今日のミドルベリーはアディソン郡で人口最大の町であり、地域の商業と事業の中心として機能している。中心街には3スクリーンの映画館、郵便局、2つの歴史的宿屋があり、さらに多くの店舗やレストランがある。町の南に向かうアメリカ国道7号線沿いには、スーパーマーケットのショーズとハナフォード、ドラッグストア2軒、町のガソリンスタンドの大半、ファストフード店数軒があり、かなりの開発が行われている。中でもA&Wレストランは有名である。バーモント州で唯一残っているドライブイン・レストランであり、地元住民やミドルベリー大学の学生に人気がある。その他にも、ファストフード店としては、マクドナルド、ダンキンドーナツ、サブウェイの店舗がある。

## 地理
ミドルベリーはアディソン郡中央付近にある。町内の西側境界にそって南から北にオッター・クリークが流れ、中央に滝がある。ミドルベリー川が山脈を出て西にオッター・クリーク方向に流れる。氷河作用による漂礫土の丘であるチップマンヒルは、村の北東に140メートル立ち上がっている。グリーン山脈の麓丘陵が町の東にあり、シャンプレーン・バレーが西にある。
アメリカ合衆国国勢調査局に拠れば、市域全面積は39.2平方マイル (101.6 km2)であり、このうち陸地38.8平方マイル (100.6 km2)、水域は0.39平方マイル (1.0 km2)で水域率は1.00%である。
町内をアメリカ国道7号線、バーモント州道23号線、同30号線、同116号線、同125号線が通っている。町の北はニューヘイブンとブリストル、東はリプトン、西はコーンウォールとウェイブリッジ、南はソールズベリーの各町に接している。クロス通りとベイカリー・レーンを繋ぐオッター・クリークに架かる新しい橋が2010年11月に開通し、中心街の短絡路となり混雑を緩和した。イーストミドルベリーの村が町の南、アメリカ国道7号線の東にある。

### 気候
ミドルベリーの気候は季節によって温度差が大きいのが特徴であり、夏は暖かいか暑くて湿度が高いことが多く、冬は寒くて時には厳しい寒さになる。ケッペンの気候区分に拠れば、湿潤大陸性気候、略号では "Dfb" にあたる。

## 人口動態

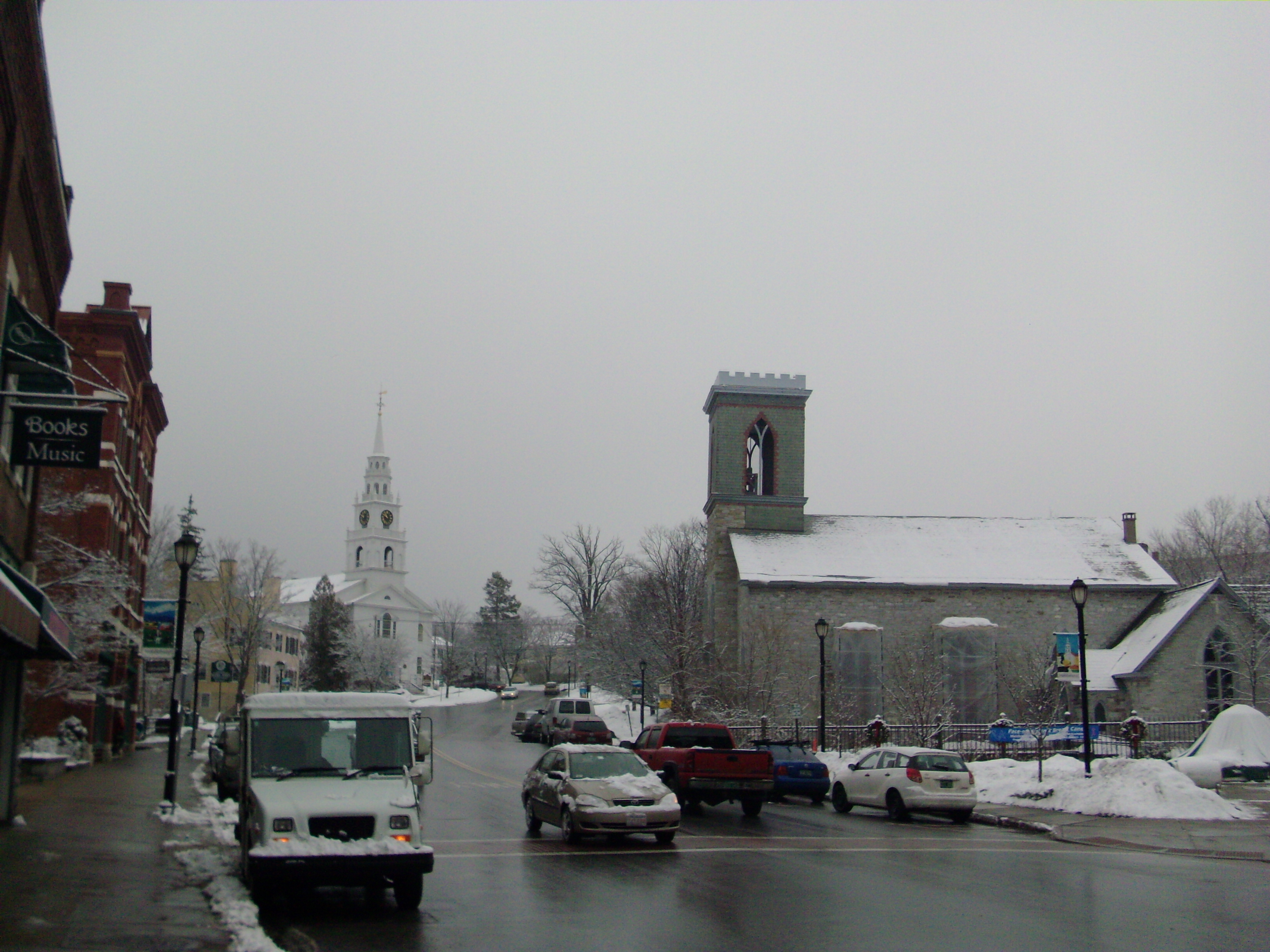
メインストリート沿いにある会衆派教会（左）とセントスティーブンズ聖公会教会

以下は2000年の国勢調査による人口統計データである。
| 基礎データ - 人口: 8,183 人 - 世帯数: 2,657 世帯 - 家族数: 1,533 家族 - 人口密度: 80.9人/km2（209.7 人/mi2） - 住居数: 2,805 軒 - 住居密度: 27.7軒/km2（71.9 軒/mi2） 人種別人口構成 - 白人: 94.27% - アフリカン・アメリカン: 1.09% - ネイティブ・アメリカン: 0.28% - アジア人: 1.87% - 太平洋諸島系: 0.02% - その他の人種: 0.66% - 混血: 1.81% - ヒスパニック・ラテン系: 2.13% 年齢別人口構成 - 18歳未満: 17.5% - 18-24歳: 31.4% - 25-44歳: 18.6% - 45-64歳: 19.3% - 65歳以上: 13.3% - 年齢の中央値: 27歳 - 性比（女性100人あたり男性の人口） - 総人口: 90.7 - 18歳以上: 87.5 | 世帯と家族（対世帯数） - 18歳未満の子供がいる: 27.7% - 結婚・同居している夫婦: 44.6% - 未婚・離婚・死別女性が世帯主: 10.4% - 非家族世帯: 42.3% - 単身世帯: 35.3% - 65歳以上の老人1人暮らし: 14.4% - 平均構成人数 - 世帯: 2.24人 - 家族: 2.90人 収入と家計 - 収入の中央値 - 世帯: 37,723米ドル - 家族: 46,691米ドル - 性別 - 男性: 32,645米ドル - 女性: 25,994米ドル - 人口1人あたり収入: 17,926米ドル - 貧困線以下 - 対人口: 9.6% - 対家族数: 5.3% - 18歳未満: 8.2% - 65歳以上: 6.1% |

## 教育

### 公立学校
- メアリー・ホーガン小学校、幼稚園から6年生

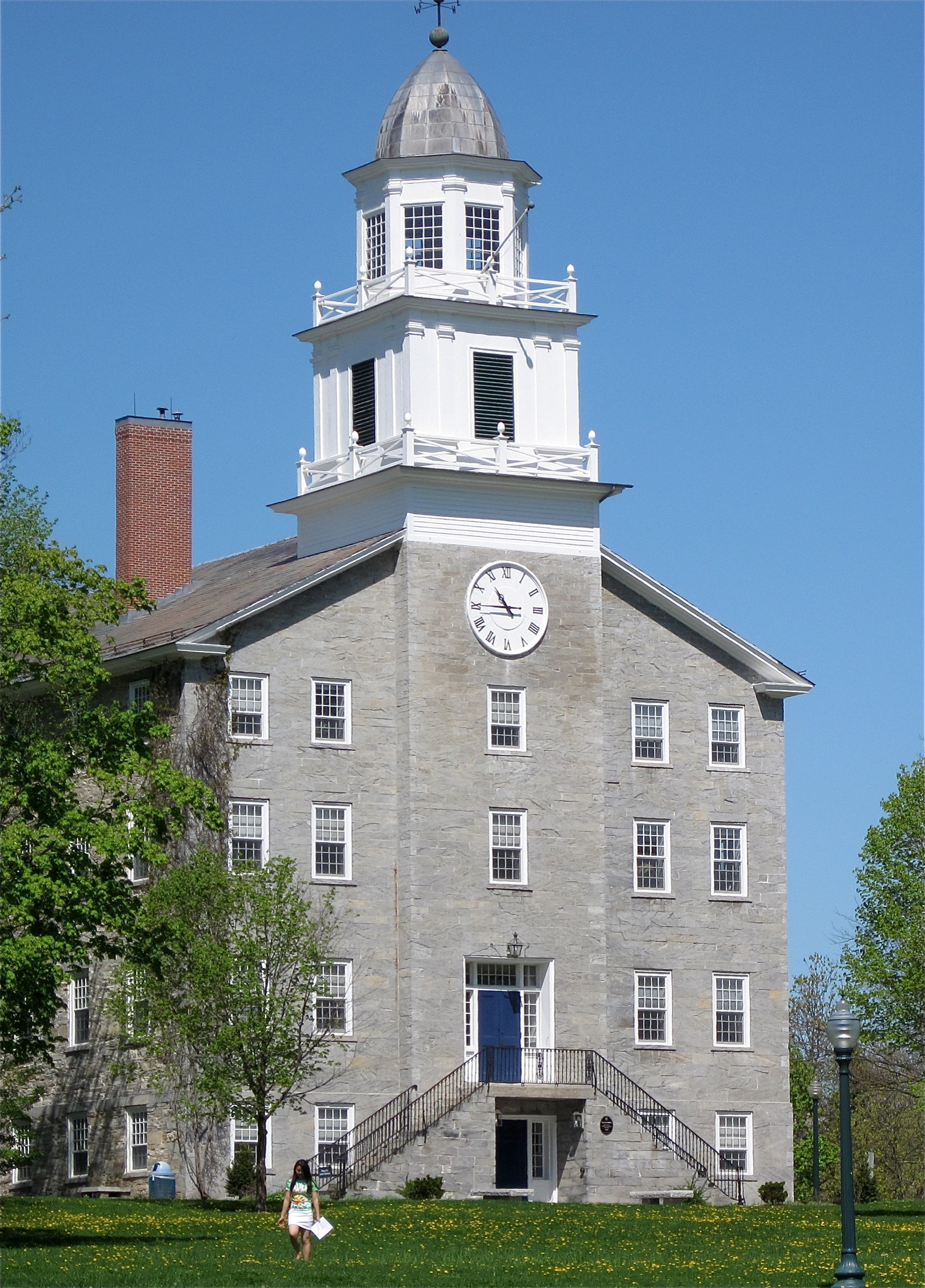
ミドルベリー大学のキャンパスにある礼拝堂、1836年建設

- ミドルベリー統合中学校、7年生と8年生
- ミドルベリー統合高校、9年生から12年生

### 私立学校
- オーロラ学校[10]
- ブリッジ学校[11]
- セントメアリーズ・カトリック小学校[12]
- ゲイラー学校、2012年閉校

### 高等教育機関
- コミュニティカレッジ・オブ・バーモント - ミドルベリー・キャンパス
- ミドルベリー大学

## 交通

### 空港
ミドルベリー州立空港が町内にあり、民間の用途に使われている。商業便は北のバーリントン国際空港や、南のラトランド南バーモント地域空港で利用できる。

### バス
アディソン郡交通リソーシーズがバス便を運行している。さらにプレミア・コーチが都市間バス路線を運行しており、バーモント・トランスラインズを介してグレイハウンドと共同運行である。ニューヨーク州オールバニからバーモント州バーリントンまでの路線では、途中ラトランドとベニントンに停車している。この路線の運行は2014年6月9日に始まった。
.

### 高規格道路
- アメリカ国道7号線、町内を南北方向に抜ける幹線道。南部ではコート通り、北部ではノースプレザント通りと呼ばれる
- バーモント州道23号線、南北方向道路、ウェイブリッジ通りと呼ばれる。町の西側にあり、カレッジのキャンパスを横切る
- バーモント州道30号線、南北方向道路、南のコーンウォール町との境から入り、アメリカ国道7号線で終わる。町内ではメインストリートになる
- バーモント州道116号線、南北方向道路、町の東側にあり、アメリカ国道7号線のイーストミドルベリー・ビレッジ近くで終わる。ミドルベリー内ではケイス通りと呼ばれるが、イーストミドルベリー内の短区間はオッシー道路と呼ばれる
- バーモント州道125号線、東西方向道路、 町の西からミドルベリー大学を通って入り、カレッジ通りとなる。アメリカ国道7号線より東ではイースト・メインストリートとなり、東のリプトン町境から出て行く

## 医療

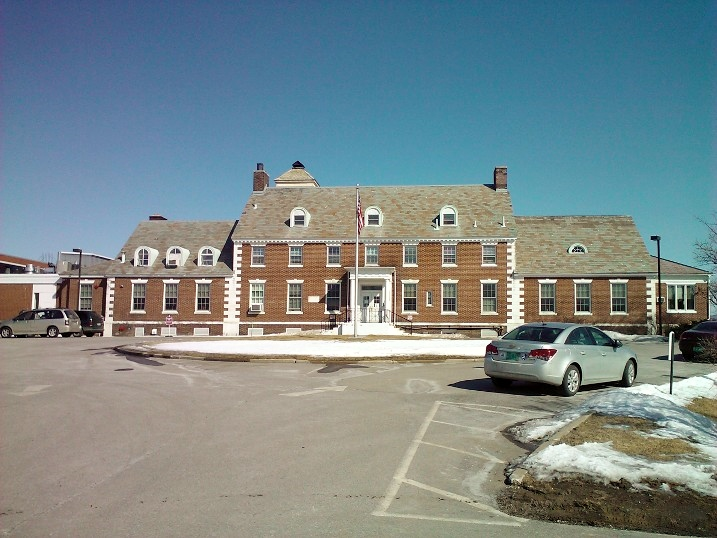
ポーター医療センター

ミドルベリーとアディソン郡の周辺地域の医療はポーター医療センターが担当している。

## 著名な出身者
- ロバート・フロスト（1874年-1963年）、詩人
- ガブリエル・マン、俳優、モデル[16]
- パティ・シーハン、女子プロゴルファー[17]
- アーサー・トルドー、アメリカ陸軍の中将[18]

## 見どころ
- ミドルベリー州立空港
- オッター・クリーク・ブルーイング
- エマ・ウィラード記念碑

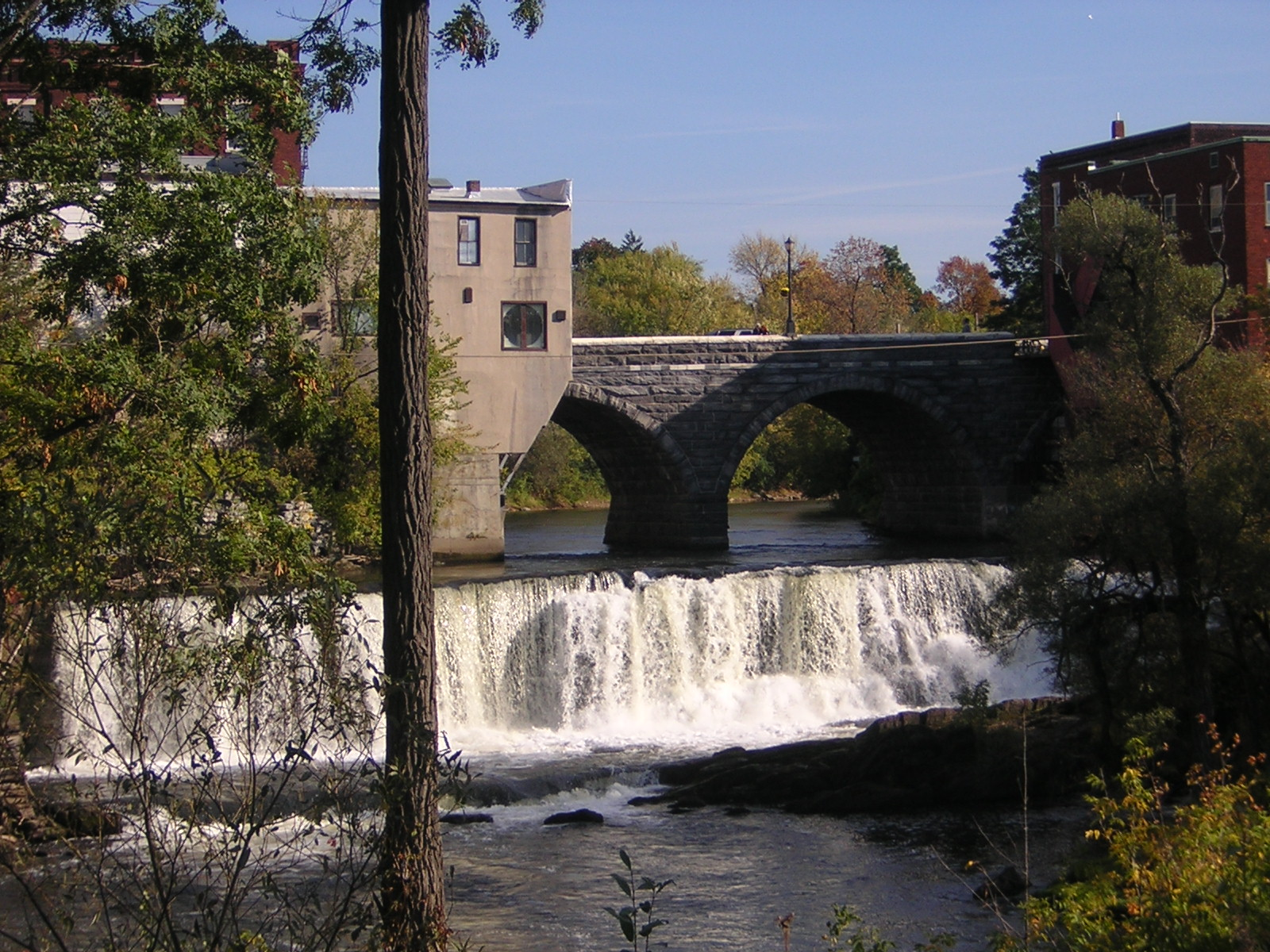
オッター・クリーク滝

- ミドルベリー・トゥ・ハーソルジャーズ（彫刻）

## 大衆文化の中で
- NBCテレビの番組『30 ROCK/サーティー・ロック』 のエピソード210には、ペンシルベニア州の架空の町のための素材フィルムとして、ミドルベリーで撮影したものが使われている。
- 1973年の映画『アメリカン・グラフィティ』には、ミドルベリー大学のことが出てくる。
- 2000年の映画『ふたりの男とひとりの女』では、滝の上の橋のシーンが出てくる。
- CBSテレビの番組『ニューハート』のオープニングにはイーストミドルベリーにあるウェイベリー・インが使われている。この番組ではそれ以外にも町の景色が度々使われている。